# Uetzingen
Uetzingen è una frazione (Stadtteil) della città di Walsrode, nel land della Bassa Sassonia, in Germania.

## Storia
Già comune autonomo nel circondario di Fallingbostel, fu soppresso e incorporato a Bomlitz il 1º luglio 1968; insieme con Bomlitz, fu unito a Walsrode 1º gennaio 2020.